# 张庆恩 (1963年)
张庆恩（1963年9月—），男，汉族，天津人，中华人民共和国政治人物。

## 生平
曾任天津市人民政府合作交流办党组书记、主任。2021年当选为天津市人大常委会副主任，并连任至今。